# Liste der Mitglieder der American Academy of Arts and Sciences/1963
Im Jahr 1963 wählte die American Academy of Arts and Sciences 132 Personen zu ihren Mitgliedern.

## Neugewählte Mitglieder
- Meyer Howard Abrams (1912–2015)
- James Sloss Ackerman (1919–2016)
- Benjamin Alexander (1909–1978)
- Philip Warren Anderson (1923–2020)
- Milton Clark Avery (1893–1965)
- Alfred Jules Ayer (1910–1989)
- Bernard Bailyn (1922–2020)
- Jordan Jay Baruch (1923–2011)
- Lewis White Beck (1913–1997)
- Elliott Vallance Bell (1902–1983)
- Abram Bergson (1914–2003)
- Francis Beverley Biddle (1886–1968)
- Max Black (1909–1988)
- Walker Bleakney (1901–1992)
- Morton Wilfred Bloomfield (1913–1987)
- Robert John Braidwood (1907–2003)
- Carl Bridenbaugh (1903–1992)
- Roger William Brown (1925–1997)
- Kenneth Duva Burke (1897–1993)
- John Moors Cabot (1901–1981)
- Paul Codman Cabot (1898–1994)
- Russell LeGrand Carpenter (1901–1991)
- Elliott Cook Carter (1908–2012)
- Paul Franklin Chenea (1918–1996)
- Shiing Shen Chern (1911–2004)
- Avram Noam Chomsky (* 1928)
- Wendell Vernon Clausen (1923–2006)
- Seymour Stanley Cohen (1917–2018)
- Stanley Corrsin (1920–1986)
- Charles Alfred Coulson (1910–1974)
- Malcolm Cowley (1898–1989)
- William Dameshek (1900–1969)
- Arthur Hobson Dean (1898–1987)
- Robert Henry Dicke (1916–1997)
- Burton Spencer Dreben (1927–1999)
- Mac Vincent Edds (1917–1975)
- Fred Russell Eggan (1906–1991)
- Milton Stover Eisenhower (1899–1985)
- Joel Elkes (1913–2015)
- George Hathaway Ellis (1920–2005)
- Alfred Eugene Fessard (1900–1984)
- Raymond William Firth (1901–2002)
- Roger Dummer Fisher (1922–2012)
- Lukas Foss (1922–2009)
- Lawrence Kelso Frank (1890–1968)
- Charles Stacy French (1907–1995)
- Morris Enton Friedkin (1918–2002)
- Paul Roesel Garabedian (1927–2010)
- Paul Germain (1920–2009)
- Alexander Pavlovich Gerschenkron (1904–1978)
- Felix Gilbert (1905–1991)
- Charles Coulston Gillispie (1918–2015)
- Julian Royce Goldsmith (1918–1999)
- Kermit Gordon (1916–1976)
- Luigi Costantino Gorini (1903–1976)
- David Tressel Griggs (1911–1974)
- Cecil Edwin Hall (1912–1991)
- Morris Halle (1923–2018)
- William Keith Hancock (1898–1988)
- Elmore Harris Harbison (1907–1964)
- August Heckscher (1913–1997)
- Walter Rollo Hibbard (1918–2010)
- Amory Houghton (1899–1981)
- Leon Howard (1903–1982)
- Sally Hughes-Schrader (1895–1984)
- Vernon Martin Ingram (1924–2006)
- Frederick Johnson (1904–1994)
- William Summer Johnson (1913–1995)
- Michael Kasha (1920–2013)
- Walter Joseph Kauzmann (1916–2009)
- Ralph Kirkpatrick (1911–1984)
- William Aloys Klemperer (1927–2017)
- Walter Kohn (1923–2016)
- Paul Jackson Kramer (1904–1995)
- Thomas Samuel Kuhn (1922–1996)
- Willis Eugene Lamb (1913–2008)
- Lewis Larmore (1915–1995)
- David Raymond Layzer (1925–2019)
- Frank Raymond Leavis (1895–1978)
- Alexis Saint-Leger (1887–1975)
- Robert Benjamin Leighton (1919–1997)
- I. Michael Lerner (1910–1977)
- Claude Levi-Strauss (1908–2009)
- Choh Hao Li (1913–1987)
- Saul Lieberman (1898–1983)
- Arthur Edward Lilley (1928–2020)
- Irving Myer London (1918–2018)
- Dwight Macdonald (1906–1982)
- Robert Ernest Marjolin (1911–1986)
- Paul Cecil Martin (1931–2016)
- William McChesney Martin (1906–1998)
- Alpheus Thomas Mason (1899–1989)
- Jean Mayer (1920–1993)
- John Putnam Merrill (1917–1984)
- Charles Duncan Michener (1918–2015)
- Philip Edward Mosely (1905–1972)
- Herbert Joseph Muller (1905–1980)
- Frank Wallace Notestein (1902–1983)
- Sanford Louis Palay (1918–2002)
- Arthur Beck Pardee (1921–2019)
- James Theodore Park (1922–2015)
- Max Ferdinand Perutz (1914–2002)
- Francis Marion Pipkin (1925–1992)
- Sidney Rabinowitz Rabb (1900–1985)
- Giulio Racah (1909–1965)
- Gian-Carlo Rota (1932–1999)
- William Albert Hugh Rushton (1901–1980)
- David Davis Rutstein (1909–1986)
- Albert Martin Sacks (1920–1991)
- Leverett Saltonstall (1892–1979)
- Menahem Max Schiffer (1911–1997)
- Knut Schmidt-Nielsen (1915–2007)
- Benjamin Isadore Schwartz (1916–1999)
- Marshall Darrow Shulman (1916–2007)
- Erik Sjöqvist (1903–1975)
- Roger Wolcott Sperry (1913–1994)
- Charles Leslie Stevenson (1908–1979)
- U Thant (1909–1974)
- Kenneth Winfred Thompson (1921–2013)
- Robert Triffin (1911–1993)
- Bert Lester Vallee (1919–2010)
- Felix Andries Vening Meinesz (1887–1966)
- George Veronis (1926–2019)
- Gustave Edmund von Grunebaum (1909–1972)
- Anthony Francis Clarke Wallace (1923–2015)
- Gustave Weigel (1906–1964)
- Samuel Isaac Weissman (1912–2007)
- Ernest Glen Wever (1902–1991)
- David Calvin White (1922–2012)
- Michael James Denham White (1910–1983)
- Samuel Stanley Wilks (1906–1964)
- Arthur Yvor Winters (1900–1968)